# Tom et Jerry golfeurs
Pour plus de détails, voir Fiche technique et Distribution.
Tom et Jerry golfeurs (Tee for Two) est le 20e court métrage d'animation de la série américaine Tom et Jerry réalisé par William Hanna et Joseph Barbera et sorti le 21 juillet 1945.